# Courtesoult-et-Gatey
Courtesoult-et-Gatey è un comune francese di 61 abitanti situato nel dipartimento dell'Alta Saona nella regione della Borgogna-Franca Contea.

## Società

### Evoluzione demografica
Abitanti censiti